# Елвіс Реджбечай
Елвіс Реджбечай (нім. Elvis Rexhbeçaj, нар. 1 листопада 1997) — німецький футболіст, півзахисник клубу «Вольфсбург». На правах оренди захищає кольори «Бохума».

## Ігрова кар'єра
Народився 1 листопада 1997 року.
У дорослому футболі дебютував 2016 року виступами за команду «Вольфсбург II», в якій провів два сезони, взявши участь у 44 матчах чемпіонату. Більшість часу, проведеного у складі другої команди «Вольфсбурга», був основним гравцем команди.
До складу головної команди «Вольфсбурга» почав залучатися 2018 року. Відіграв за «вовків» 28 матчів в національному чемпіонаті.
На початку 2020 року на правах півторарічної оренди з правом викупу приєднався до «Кельна».